# Por la Europa de los Pueblos (1989)
Por la Europa de los Pueblos fue el nombre que adoptó una coalición electoral formada para presentarse a las Elecciones al Parlamento Europeo de 1989 en España. Tenía su precedente en la candidaturas que, con el nombre de Coalición por la Europa de los Pueblos, se había presentado a las elecciones de 1987. Sus integrantes eran tres partidos de ámbito regional y carácter nacionalista periférico, abarcando desde el centro a la izquierda. Se trataba de los mismos partidos que habían formado la coalición precedente: Eusko Alkartasuna (EA), Esquerra Republicana de Catalunya (ERC) y el Partido Nacionalista Galego (PNG). 
Los tres primeros lugares de la lista fueron ocupados por Carlos Garaikoetxea (EA), Heribert Barrera (ERC) y Antonio Olives (PNG).
La coalición obtuvo 238 909 votos en toda España (1,51 %), siendo la undécima fuerza política y obteniendo un eurodiputado de los 60 en juego. La coalición obtuvo sus mejores resultados en Cataluña (78 408 votos, 3,29 % en la comunidad autónoma), Galicia (12 906 votos, 1,38 %), Navarra (14 280 votos, 6,23 %) y el País Vasco (125 227 votos, 13,00 %), sin sobrepasar el 0,2 % en ninguna otra comunidad autónoma.
De acuerdo con los pactos de coalición, se establecieron dos turnos. El primero sería ocupado por el cabeza de lista, Carlos Garaikoetxea en tanto que el segundo lo sería por el número dos, Heribert Barrera. Carlos Garaikoetxea (25 de julio de 1989 - 14 de marzo de 1991) se integró en el grupo Arco Iris. Heribert Barrera (21 de marzo de 1991 - 18 de julio de 1994) se integró también en el grupo Arco Iris.